# 有声軟口蓋摩擦音
有声軟口蓋摩擦音（ゆうせい なんこうがい まさつおん）は、子音のひとつである。後舌と軟口蓋で調音される有声の摩擦音で、国際音声記号では [ɣ] で表される。なお、形のよく似た記号として非円唇後舌半狭母音 [ɤ] がある。
記号はギリシャ文字のΓ（ガンマ）に由来する。

## 特徴
- 気流の起こし手 - 肺臓気流機構からの呼気。
- 発声 - 声帯の振動を伴う有声音。
- 調音
  - 調音位置 - 後舌面と軟口蓋による軟口蓋音。
  - 調音方法
    - 口腔内の気流 - 舌の中央を気流が通る中線音。
    - 調音器官の接近度 - 隙間を作って空気が通りにくくし、そこに気流を通すことで生じる摩擦音。
    - 口蓋帆の位置 - 口蓋帆を持ち上げて鼻腔への通路を塞いだ口音。

## 言語例
- 日本語 - 母音の後ろのガ行の子音
- インド・ヨーロッパ語族
  - ギリシャ語 - γ（+α, ο, ω）
  - スペイン語 - 語頭と [ŋ] の後を除く g
  - オランダ語 - 母音前の g, ch （n の後を除く）
  - クルド語 - غ
- アラビア語 - غ
- シナ・チベット語族
  - 湘語双峰方言 - 「豪」、「肥」などの声母
  - リス語 - gh で表記する
  - ナシ語
- チワン語 - r で表記する
- アゼルバイジャン語 - ğ で表記する
- ハイチ・クレオール語 - r で表記する